# 보트커 라슬로

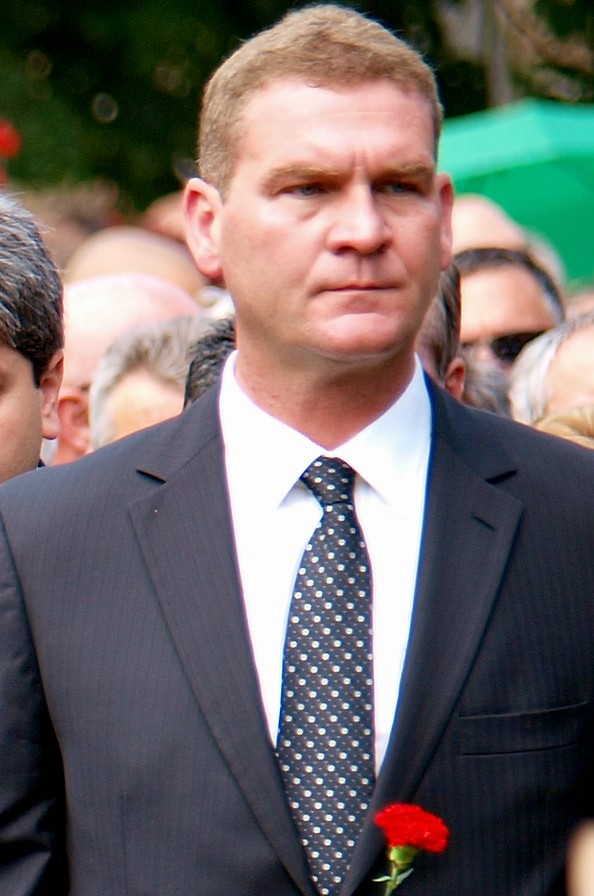
보트커 라슬로

보트커 라슬로(헝가리어: Botka László, 1973년 2월 21일 티서푈드바르 ~ )는 헝가리의 정치인이다. 2014년 메슈테르하지 어틸러의 사임으로 인해 사회당의 임시 대표로 취임했다. 2002년 10월 20일부터 세게드 시장을 역임하고 있다.